# 巴拿馬中部山脈
巴拿馬中部山脈（西班牙語：Cordillera Central），是巴拿馬的山脈，是巴拿馬地峽的最高地區，最高點是海拔高度3,475米的奇里基火山，其他山峰包括法布雷加峰、伊塔穆特峰等。